# Catherine Marsal
Catherine Marsal (Metz, 20 gennaio 1971) è un'ex ciclista su strada francese, campionessa del mondo Elite nel 1990.

## Carriera
Nella sua lunga carriera Catherine Marsal si è aggiudicata il titolo iridato juniores a Bergamo nel 1987 e quello élite in Giappone nel 1990. Ha inoltre vinto il Tour de l'Aude nel 1990 e nel 1994, il Tour de la CEE nel 1990, il Giro d'Italia sempre nel 1990.
Una volta scesa dalla bicicletta ha ricoperto il ruolo di collaboratrice di Walter Zini alla guida della formazione di ciclismo femminile Nobili Rubinetterie-Menikini-Cogeas.

## Palmarès

### Strada
- 1987 (Juniores)

Campionati del mondo, Prova in linea Juniors
- 1988 (Juniores)

GP Verago
1ª tappa Tour du Territoire de Belfort
2ª tappa Tour du Territoire de Belfort
3ª tappa Tour du Territoire de Belfort
Classifica generale Tour du Territoire de Belfort
2ª tappa Tour du Finistère
4ª tappa  Tour du Finistère
Classifica generale Tour du Finistère
- 1989 (nove vittorie)

Classifica generale Tour of Texas
1ª tappa Tour du Finistère
4ª tappa Tour du Finistère
5ª tappa Tour du Finistère
Classifica generale Tour du Finistère
1ª tappa Circuit des Vignes
Classifica generale Circuit des Vignes
1ª tappa Tour du Canton de Perreux
Classifica generale Tour du Canton de Perreux
- 1990 (sedici vittorie)

4ª tappa Tour of Texas
Classifica generale Tour of Texas
1ª tappa Tour de l'Aude (Lézignan-Corbières > Lézignan-Corbières)
6ª tappa Tour de l'Aude (Carcassonne > Carcassonne)
8ª tappa Tour de l'Aude (Conques-sur-Orbiel > Conques-sur-Orbiel)
Classifica generale Tour de l'Aude
7ª tappa Giro di Norvegia
Classifica generale Giro di Norvegia
Campionati francesi, Prova in linea
2ª tappa Giro d'Italia
4ª tappa Giro d'Italia
Classifica generale Giro d'Italia
3ª tappa Tour de la CEE (Rochefort > Fléron)
8ª tappa Tour de la CEE  (Saverne > Saverne, cronometro)
Classifica generale Tour de la CEE
Campionati del mondo, Prova in linea
- 1991 (sei vittorie)

Classifica generale Étoile Vosgienne
4ª tappa Tour de la Drôme
1ª tappa Canadian Tire Classic
1ª tappa Ronde des Cigognes
2ª tappa Ronde des Cigognes (cronometro)
4ª tappa Drei Tage van Pattensen
- 1993 (quattro vittorie)

1ª tappa GP de la Mutualité de la Haute-Garonne
2ª tappa GP de la Mutualité de la Haute-Garonne
Classifica generale GP de la Mutualité de la Haute-Garonne
8ª tappa Tour cycliste féminin (Saint Gaudens > Toulouse)
- 1994 (SLV-Winora, cinque vittorie)

10ª tappa Tour de l'Aude (Limoux > Limoux)
Classifica generale Tour de l'Aude
Prologo tappa Tour du Finistère
1ª tappa Tour du Finistère
4ª tappa Tour du Finistère (Dirinon > Le Relecq-Kerhuon)
- 1995 (due vittorie)

6ª tappa Tour de l'Aude (Port Lauragais > Port Lauragais)
6ª tappa Tour cycliste féminin (Baux de Provence > Marsiglia)
- 1996 (tre vittorie)

Campionati francesi, Prova in linea
4ª tappa Tour de l'Aude (Souilhanels > Port Lauragais)
7ª tappa Tour cycliste féminin (La Ciotat > Le Beausset)
- 1997 (sette vittorie)

Campionati francesi, Prova a cronometro
1ª tappa Grand Prix Clermontois
2ª tappa Grand Prix Clermontois (cronometro)
Classifica generale Grand Prix Clermontois
2ª tappa GP de la Mutualité de la Haute-Garonne (cronometro)
Classifica generale GP de la Mutualité de la Haute-Garonne
7ª tappa Giro Donne (Piove di Sacco > Monteselice)
- 1998 (Mimosa, tre vittorie)

Étoile Vosgienne
3ª tappa Tour de l'Aude (Souilhe > Port Lauragais)
8ª tappa Tour de l'Aude (Limoux > Limoux)
- 1999 (Edil Savino, una vittoria)

4ª tappa GP de la Mutualité de la Haute-Garonne
- 2002 (Saturn, due vittorie)

1ª tappa Vuelta a Castilla y León (Alaejos > Zamora)
3ª tappa Tour de l'Aude (Fleury > Saint-Pierre-la-Mer)

#### Altri successi
- 1991

Campionati del mondo, Cronosquadre
- 1994 (SLV-Winora)

Corsa di Calan
- 1996

1ª tappa Ronde d'Aquitaine
Classifica generale Ronde d'Aquitaine
- 2001 (Saturn)

2ª tappa Vuelta de Bisbee

### Pista
- 1988

Campionati del mondo, Inseguimento individuale Juniores
- 1995

Coppa del mondo Inseguimento individuale (Atene)
Coppa del mondo Corsa a punti (Atene)
- 1997

Campionati francesi Inseguimento individuale
Campionati francesi Corsa a punti
- 1999

Campionati francesi Corsa a punti

#### Altri successi
- 1995

Record dell'ora

## Piazzamenti

### Grandi Giri
- Giro d'Italia

1990: vincitrice
1997: 23ª
1998: 22ª
2000: 29ª
2004: 90ª
- Tour de France

1990: vincitrice
1991: 4ª
1992: 5ª
1993: 4ª
1994: 4ª
1995: 12ª
1996: 19ª
1997: 30ª
1999: 12ª
2000: 40ª
2002: ritirata
- Giro delle Fiandre

2004: 46ª

### Competizioni mondiali
- Campionati del mondo su strada

Bergamo 1987 - In linea Juniores: vincitrice
Chambéry 1989 - Cronosquadre: 3ª
Chambéry 1989 - In linea: 2ª
Utsunomiya 1990 - In linea: vincitrice
Stoccarda 1991 - Cronosquadre: vincitrice
Stoccarda 1991 - In linea: 27ª
Benidorm 1992 - Cronosquadre: 2ª
Oslo 1993 - In linea: 14ª
Agrigento 1994 - In linea: 55ª
Duitama 1995 - Cronometro: 7ª
Duitama 1995 - In linea: 2ª
Lugano 1996 - Cronometro: 2ª
Lugano 1996 - In linea: 10ª
San Sebastián 1997 - Cronometro Elite: 6ª
San Sebastián 1997 - In linea Elite: 3ª
Valkenburg 1998 - Cronometro Elite: 15ª
Valkenburg 1998 - In linea Elite: 16ª
Plouay 2000 - In linea Elite: 19ª
Zolder 2002 - Cronometro Elite: 12ª
Zolder 2002 - In linea Elite: ritirata
- Campionati del mondo su pista

Bergamo 1987 - Inseguimento individuale Juniores: 2ª
Odense 1988 - Inseguimento individuale Juniores: vincitrice
Bogotà 1995 - Inseguimento individuale: 6ª
- Giochi olimpici

Seul 1988 - In linea: 10ª
Barcellona 1992 - In linea: 21ª
Atlanta 1996 - In linea: 16ª
Sydney 2000 - In linea: 39ª
Sydney 2000 - Cronometro: 13ª